# Pseudonortonia bushirensis
Pseudonortonia bushirensis är en stekelart som beskrevs av Giordani Soika 1943. Pseudonortonia bushirensis ingår i släktet Pseudonortonia och familjen Eumenidae. Inga underarter finns listade i Catalogue of Life.